# Кронштадтка
Кроншта́дтка — село в Спасском районе Приморского края, входит в состав Чкаловского сельского поселения.

## География
Село Кронштадтка находится к востоку от автотрассы «Уссури», перекрёсток к селу Кронштадтка находится южнее перекрёстка к станции Свиягино и к селу Васильковка и севернее перекрёстка к сёлам Анненка и Константиновка.
Расстояние до административного центра сельского поселения села Чкаловское около 16 км. Расстояние до районного центра Спасск-Дальний (на юг по автотрассе «Уссури») около 36 км.

## Население
| 1915 | 1923 | 1926 | 1959 | 1970 | 1979 | 1985 |
| ---- | ---- | ---- | ---- | ---- | ---- | ---- |
| 619  | ↗634 | ↘605 | ↘600 | →600 | ↘564 | ↘520 |
| 2002 | 2003 | 2010 |      |      |      |      |
| ↘483 | ↘450 | ↘417 |      |      |      |      |

## Улицы
| - ул. Борисова, - ул. Зелёная, - ул. Ключевая, - ул. Лесная, - ул. Луговая, | - ул. Октябрьская, - ул. Партизанская, - ул. Пионерская, - ул. Селедцова, - ул. Советская. |

## Экономика
Сельскохозяйственные предприятия Спасского района.

## Известные уроженцы
- Диденко, Николай Селиверстович (1924—1988) — советский военнослужащий, старшина, полный кавалер ордена Славы.
- Селедцов, Иван Федосеевич (1914—1942) — советский военнослужащий, старший лейтенант, Герой Советского Союза.